# ZIG ZAG
ZIG ZAG（ジグザグ）は、日本のロックバンド。1982年（昭和57年）に結成、1989年（平成元年）に解散。

## メンバー
小泉 (Vo)、上 (Dr 以外のメンバーは広島県出身（小泉は愛媛県松山市、上は和歌山県生まれ）。
- 小泉章治（こいずみ しょうじ、1961年（昭和36年）11月12日 - ）- ボーカル
- 藤井晴稔（ふじい はるとし、1960年（昭和35年）5月8日 - ）- ギター
- 正守勉（まさもり つとむ、1963年（昭和38年）12月14日 - ）- ベース
- 秋山利広（あきやま としひろ、1960年（昭和35年）9月22日 - ）- キーボード
- 山路高広（やまじ たかひろ、1960年（昭和35年）4月17日 - ）- キーボード
- 上良典（うえ よしのり、1959年（昭和34年）8月16日 - ）- 3代目ドラム

### 元メンバー
- 熊丸久徳（くままる ひさのり、1961年（昭和36年）10月8日 - ）- 2代目ドラム

1988年脱退。脱退後は、THE TOPSに加入。
- 津賀良二（つが りょうじ）- 初代ドラム

## 略歴
1982年（昭和57年）
- 8月、広島市内で結成

1983年（昭和58年）
- 10月、ヤマハポピュラーソングコンテストに広島県代表として出場

1984年（昭和59年）
- 8月、第8回フレッシュサウンズコンテストにてグランプリ獲得

1985年（昭和60年）
- 2月、日本コロムビアよりEP「女狼～メロウ～」でメジャー・デビュー
- 3月、第14回東京音楽祭国内新人大会にてグランプリを受賞
- 6月、日本青年館にてデビューコンサート開催

1989年（平成元年）
- 4月、フォーライフ・レコードに移籍
- 5月、ラスト・オリジナル・アルバム『藍』リリース
- 8月、日本コロムビアよりベスト・アルバム『ZIGZAGベスト』リリース
- 9月、解散

## 解散後
小泉 (Vo) はソロで活動後、1995年に「MAGI」というバンドを結成したが短期間で解散。現在は都内でIT関連会社「フェイス・ソリューション・テクノロジーズ株式会社」の代表取締役として働いている。
藤井 (Gt) は渡辺真知子、原田知世、石川よしひろ、髙橋真梨子、南こうせつ等のバックバンドなどで活動。また、2007年に広島市内にボーカル&ギター教室「F's Studio」を開講し、ギター講師としても活動している。
熊丸 (Dr) は中山美穂、小泉今日子のバックバンド、渡辺英樹と結成したバンド「Vothm」や「THE TOPS」「S.S.T.BAND」のドラマーとして活動。神保彰の弟子としても有名。
秋山 (Key) は都内でペット関連会社「A&M エンタープライズ」の代表取締役として、また「DOG Stage」ブランドでショップを展開している。
正守 (Ba) は様々な音楽家のバックバンドで活動後、2009年にファンクバンド「FUNKASISTA」にサポート加入したが、現在は大阪/神戸に拠点を移し、関西の音楽家と音楽活動中。
山路 (Key) は小泉によるとボーカルスクールの講師として働いている。また広島市内でバンド「ペンショナーズ」のメンバーとしても活動。
上 (Dr) は五輪真弓、大江千里、岡村靖幸、SING LIKE TALKINGのバックバンドなどで活動。
津賀 (Dr) は2009年まで「FUNKASISTA」に加入。現在は広島市内でサポートドラマーの他、ドラム教師としても活動。

## ディスコグラフィ

### シングル
|     | 発売日     | タイトル             | B面                     | 規格   | 品番      | レーベル               |
| --- | ---------- | -------------------- | ----------------------- | ------ | --------- | ---------------------- |
| 1st | 1985年2月  | 女狼～メロウ～       | ロマン・トリップ        | EP     | AH-561    | 日本コロムビア         |
| 2nd | 1985年9月  | 未来                 | この夜に賭ける          | EP     | AH-638    | 日本コロムビア         |
| 3rd | 1986年1月  | 限界恋心             | Midnight Swing          | EP     | AH-695    | 日本コロムビア         |
| 4th | 1986年7月  | BI・N・KA・N         | 雨の向こう側            | EP     | AH-743    | 日本コロムビア         |
| 5th | 1986年10月 | 夏を忘れたシーサイド | ドラマレス・ナイト      | EP     | AH-776    | 日本コロムビア         |
| 6th | 1987年7月  | Fashion              | もうひとつの旅          | EP     | AH-848    | 日本コロムビア         |
| 7th | 1987年11月 | FLASH BACK           | Good-bye Merry-go-round | EP     | AH-882    | 日本コロムビア         |
| 8th | 1988年7月  | チャラ               | 酔狂                    | EP     | AH-954    | 日本コロムビア         |
| 8th | 1988年7月  | チャラ               | 酔狂                    | 8cm CD | 10CA-8045 | 日本コロムビア         |
| 9th | 1989年4月  | 望郷                 | Runaway                 | 8cm CD | FLC-1     | フォーライフ・レコード |

### アルバム
|      | 発売日         | タイトル                                | 規格 | 品番       | レーベル               |
| ---- | -------------- | --------------------------------------- | ---- | ---------- | ---------------------- |
| 1st  | 1985年5月1日   | ZIG ZAG                                 | LP   | AF-7351    | 日本コロムビア         |
| 1st  | 1985年5月1日   | ZIG ZAG                                 | CD   | 33C31-7454 | 日本コロムビア         |
| 2nd  | 1986年2月21日  | ZIG ZAG Ⅱ                               | LP   | AF-7401    | 日本コロムビア         |
| 2nd  | 1986年2月21日  | ZIG ZAG Ⅱ                               | MT   | CAR-1423   | 日本コロムビア         |
| 2nd  | 1986年2月21日  | ZIG ZAG Ⅱ                               | CD   | 33C31-7824 | 日本コロムビア         |
| 3rd  | 1986年9月21日  | Light or Shadow                         | LP   | AM-7001    | 日本コロムビア         |
| 3rd  | 1986年9月21日  | Light or Shadow                         | CD   | 25CA-1107  | 日本コロムビア         |
| 4th  | 1986年11月21日 | as one. ZIG ZAG Ⅲ                       | LP   | AF-7434    | 日本コロムビア         |
| 4th  | 1986年11月21日 | as one. ZIG ZAG Ⅲ                       | MT   | CAR-1460   | 日本コロムビア         |
| 4th  | 1986年11月21日 | as one. ZIG ZAG Ⅲ                       | CD   | 33CA-1306  | 日本コロムビア         |
| 5th  | 1987年7月21日  | FLAMINGO                                | LP   | AF-7458    | 日本コロムビア         |
| 5th  | 1987年7月21日  | FLAMINGO                                | CD   | 33CA-1699  | 日本コロムビア         |
| 6th  | 1988年9月1日   | 岩                                      | LP   | AF-7492    | 日本コロムビア         |
| 6th  | 1988年9月1日   | 岩                                      | CD   | 32CA-2524  | 日本コロムビア         |
| 7th  | 1989年5月21日  | 藍                                      | CD   | FLC-4003   | フォーライフ・レコード |
| BEST | 1989年8月1日   | ZIG ZAG BEST SINGLE & BALLAD COLLECTION | CD   | CA-3704    | 日本コロムビア         |

### 小泉章治ソロ・アルバム
|     | 発売日        | タイトル           | 規格 | 品番      | レーベル         |
| --- | ------------- | ------------------ | ---- | --------- | ---------------- |
| 1st | 1991年5月21日 | 天使が避けて通る街 | CD   | FACP-2005 | FAITH MEDEIA LAB |

### 広島ピースコンサート関連

#### アルバム
発売元：PEACE BIRD RECORD / 販売元：ポリドール株式会社
- ALIVE! HIROSHIMA 1987（1987年10月10日 2CD：H45P-20215/6）
  - 1987年広島サンプラザホールでのチャリティライブを収録したオムニバス盤。ZIG ZAG「Fashion」を収録。ラストの「WOW WOW WOW」にPEACE BIRDS ALL STARSの一員として小泉が参加。
- ALIVE HIROSHIMA '88（1988年10月21日 2CD：H40P-20276/7）
  - 1988年広島サンプラザホールでのチャリティライブを収録したオムニバス盤。ZIG ZAG「チャラ」を収録。ラストの「君を守りたい」にPEACE BIRDS ALL STARSの一員として小泉が参加。
- HIROSHIMA1987-1997 テーマソング集（1995年7月21日 CD：POCH-1512）
  - 上記チャリティーイベント「HIROSHIMA 1987-1997」の10年分のテーマソングを集めたCD。「WOW WOW WOW」、「君を守りたい」に小泉が参加。

#### シングル
発売元：PEACE BIRD RECORD / 販売元：ポリドール株式会社
- 君を守りたい （1988年 EP：7DX1564  / 8cmCD：H10P30010）
  - TRACK1「君を守りたい」（スタジオ録音）に小泉がPEACE BIRDS ALL STARSのメンバーとして参加。TRACK2「WOW WOW WOW」（1987年ライブ録音）にZIG ZAGが参加。

#### 書籍
- HIROSHIMA 1987-1997 VISUAL-AID BOOK AUGUST 5TH-6TH 1987（1987年、小学館）

## タイアップ
| 使用年 | 曲名       | タイアップ先                                                                           | 収録             |
| ------ | ---------- | -------------------------------------------------------------------------------------- | ---------------- |
| 1987年 | FLASH BACK | テレビ朝日系 全国ネット アメリカ特撮テレビドラマ『キャプテンパワー』エンディングテーマ | EP「FLASH BACK」 |